# Кам'янецька вежа
Кам'янецька вежа (Кам'янецький стовп, біл. Камяне́цкая ве́жа, Камянецкі стоўп, помилково Біла вежа, біл. Белая вежа) — унікальна пам'ятка руського зодчества, оборонна вежа-донжон волинського типу. Розташована у місті Кам'янець на теренах сучасної Білорусі.

## Історія

Кам'янецький град (реконструкція)

Збудована протягом 1271—1288 років на березі річки Лісна зодчим Олексою за наказом волинського князя Володимира Васильковича як донжон Кам'янецького граду — форпосту Волинського князівства на кордоні з литовцями.

## Архітектура
Висота — 30 м. У плані кругла, зовнішній діаметр — 13,5 м. Ділиться на п'ять ярусів-поверхів. Стіни з великорозмірної червоної цегли, товщина сягає 2,5 м. Нижні чотири яруси вежі мають бійниці. П'ятий ярус має чотири вікна, які розміщені під прямим кутом одне до одного. Верх вежі увінчано 14 зубцями. На четвертому ярусі зі сторони річки помітно дверний отвір, нижче якого збереглися отвори для балок, що підтримували бойовий майданчик.
Фундамент — із булижника, пересипаний піском, висотою близько 2,3 м і зовнішнім діаметром близько 16 м.

## «Біла вежа»
Назва «Біла вежа», яка міцно закріпилася за пам'яткою, помилкова. Її впроваджено у 19 столітті місцевими краєзнавцями, які вважали, що в давнину башту білили. Від неї утворено назву Біловезької пущі. Насправді вперше пам'ятку побілили  на початку 50-х років 20 століття. На початку 21 століття помилку виправлено під час чергових реставраційних робіт.

## Галерея

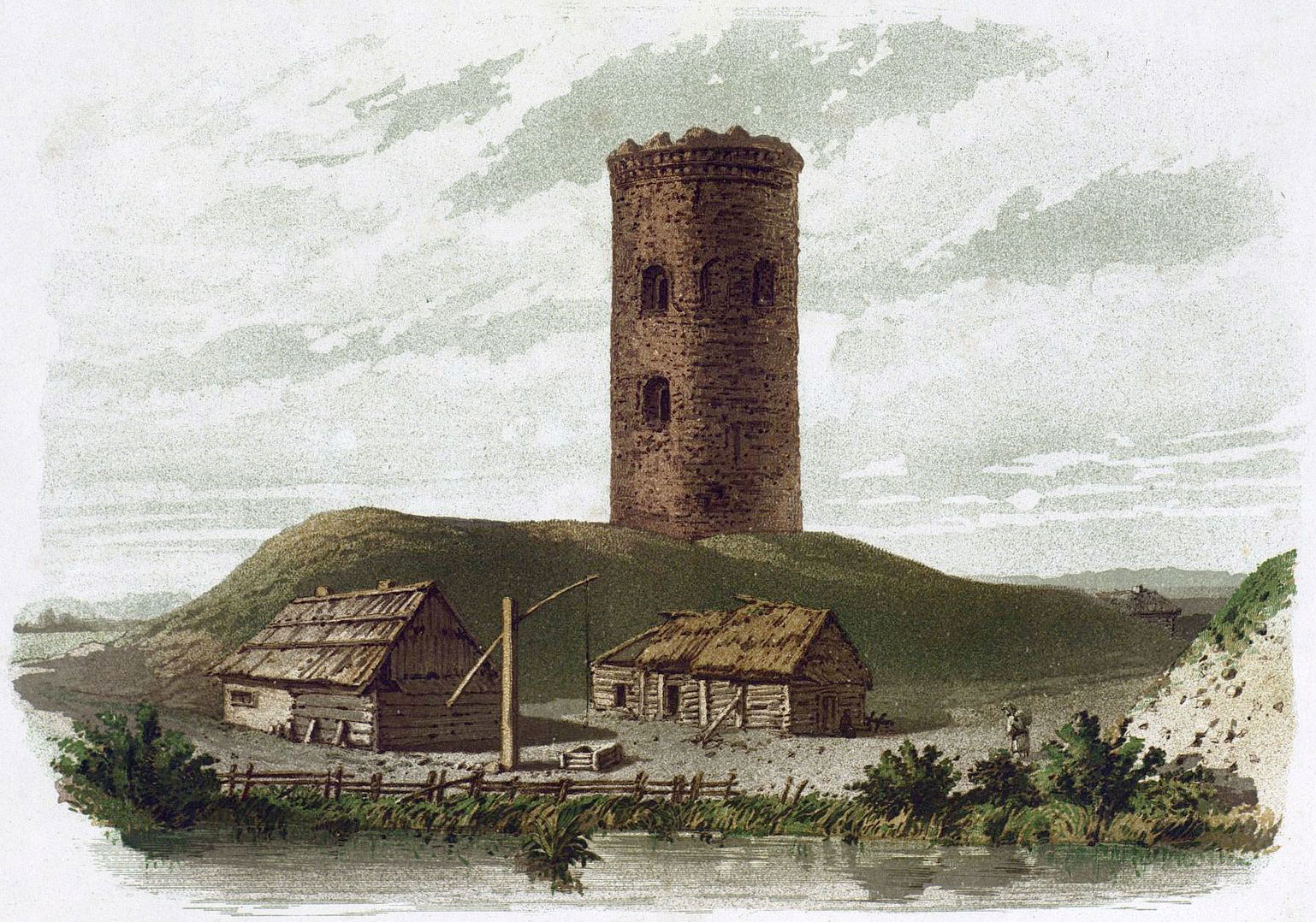
Вежа і місто. В. Грязнов, 1-ша пол. 19 століття
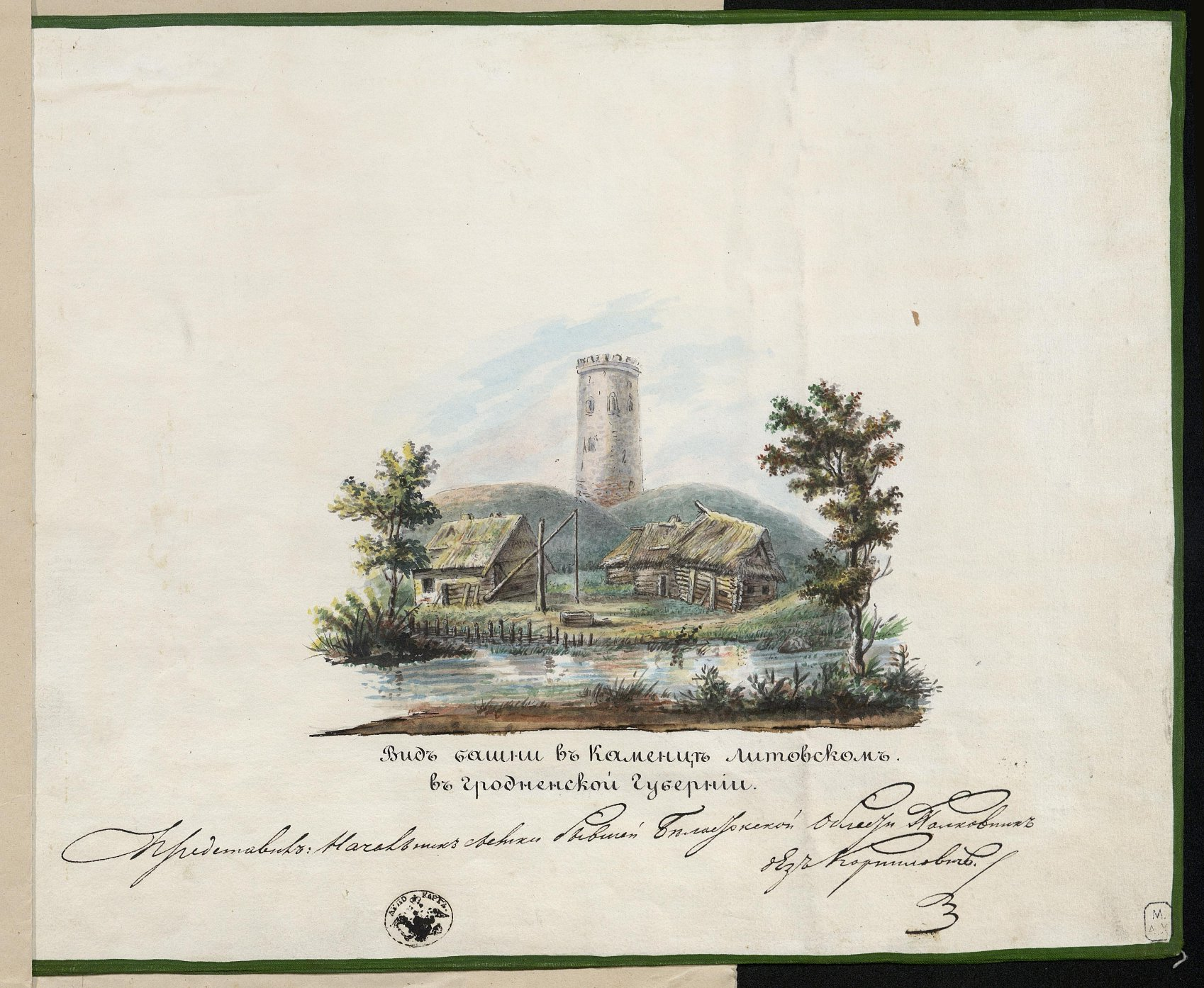
Вежа і місто. Невідомий художник, сер. 19 століття
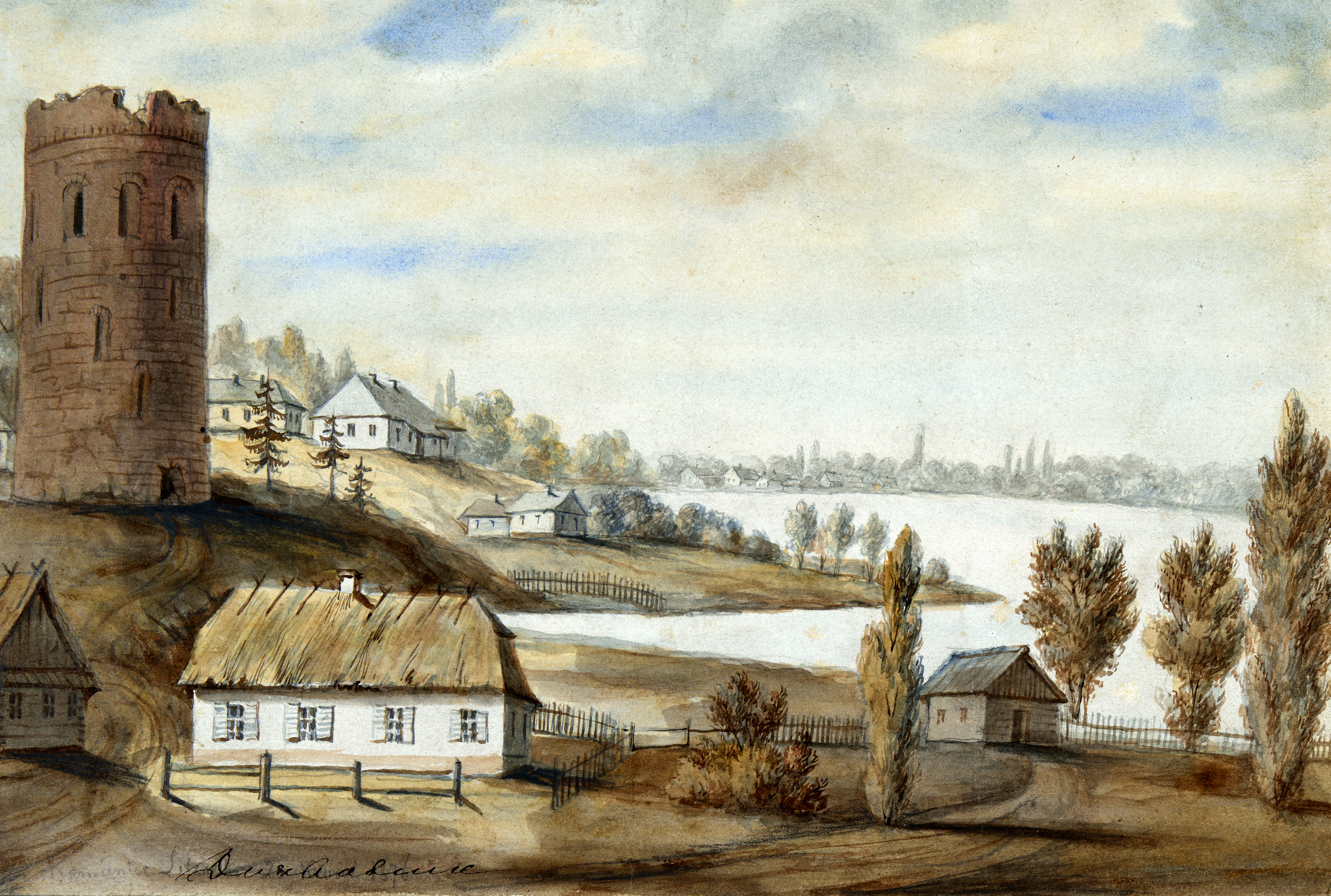
Панорама міста. Наполеон Орда, 2-га пол. 19 століття
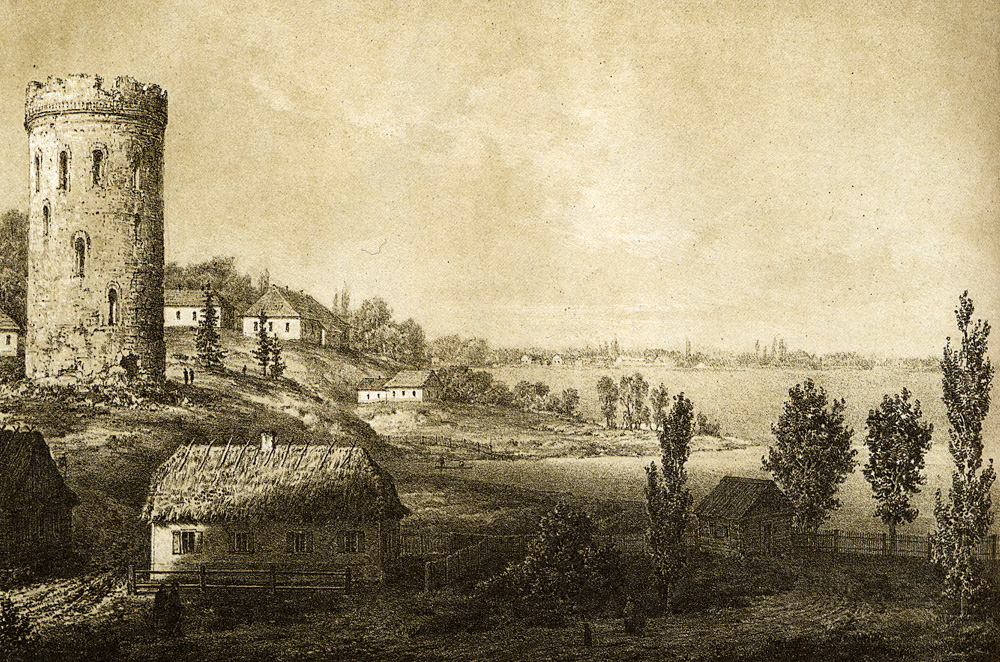
На літографії Наполеона Орди (1876)
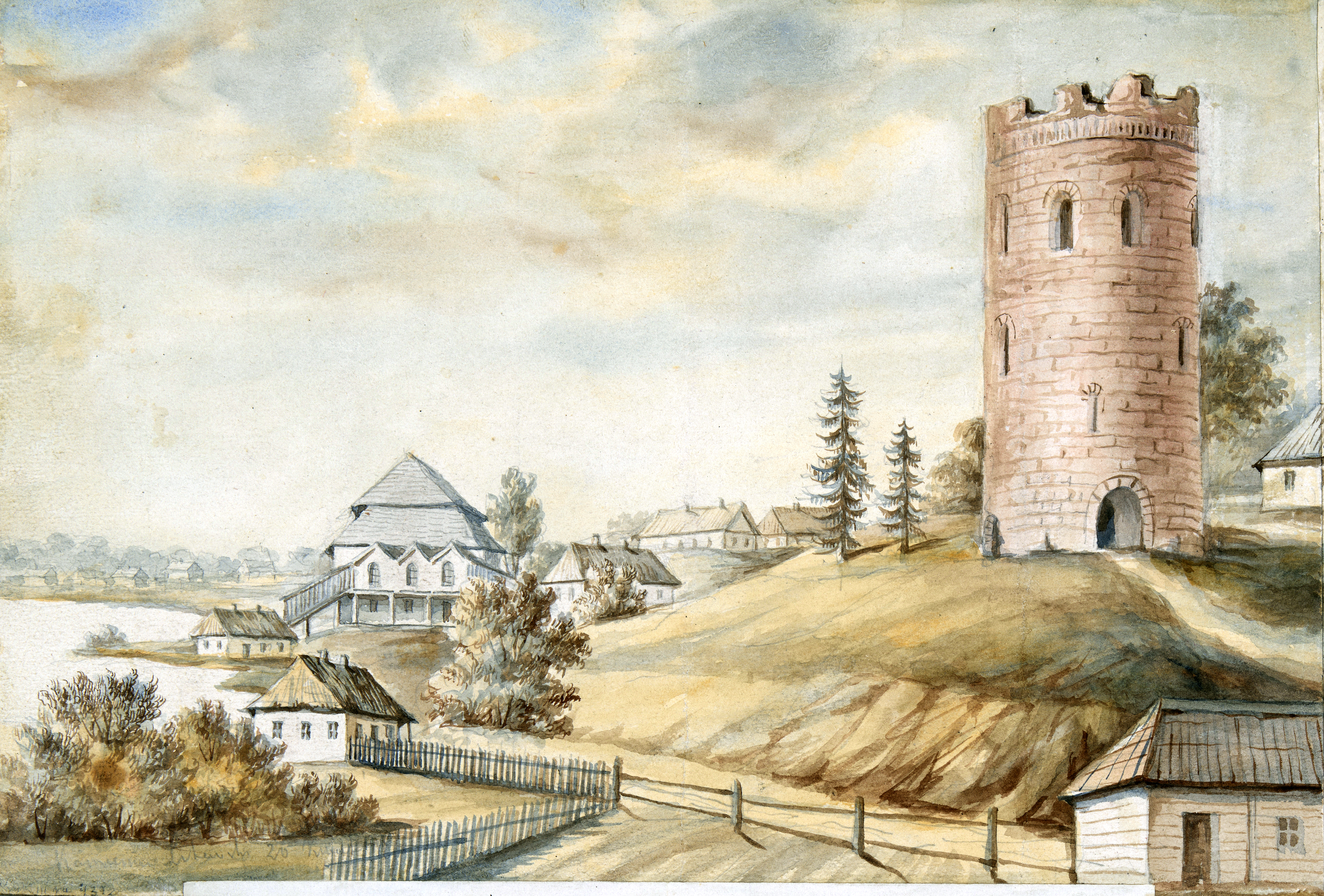
Панорама, ліворуч вдалині синагога. Наполеон Орда, 1876
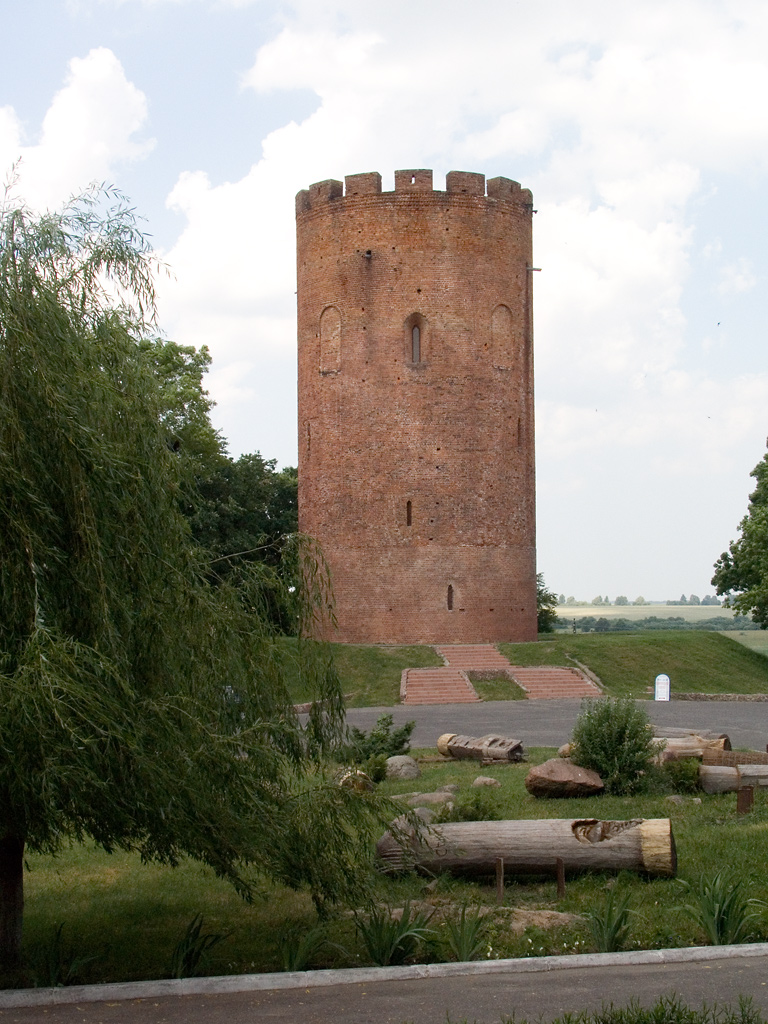
Кам'янецька вежа
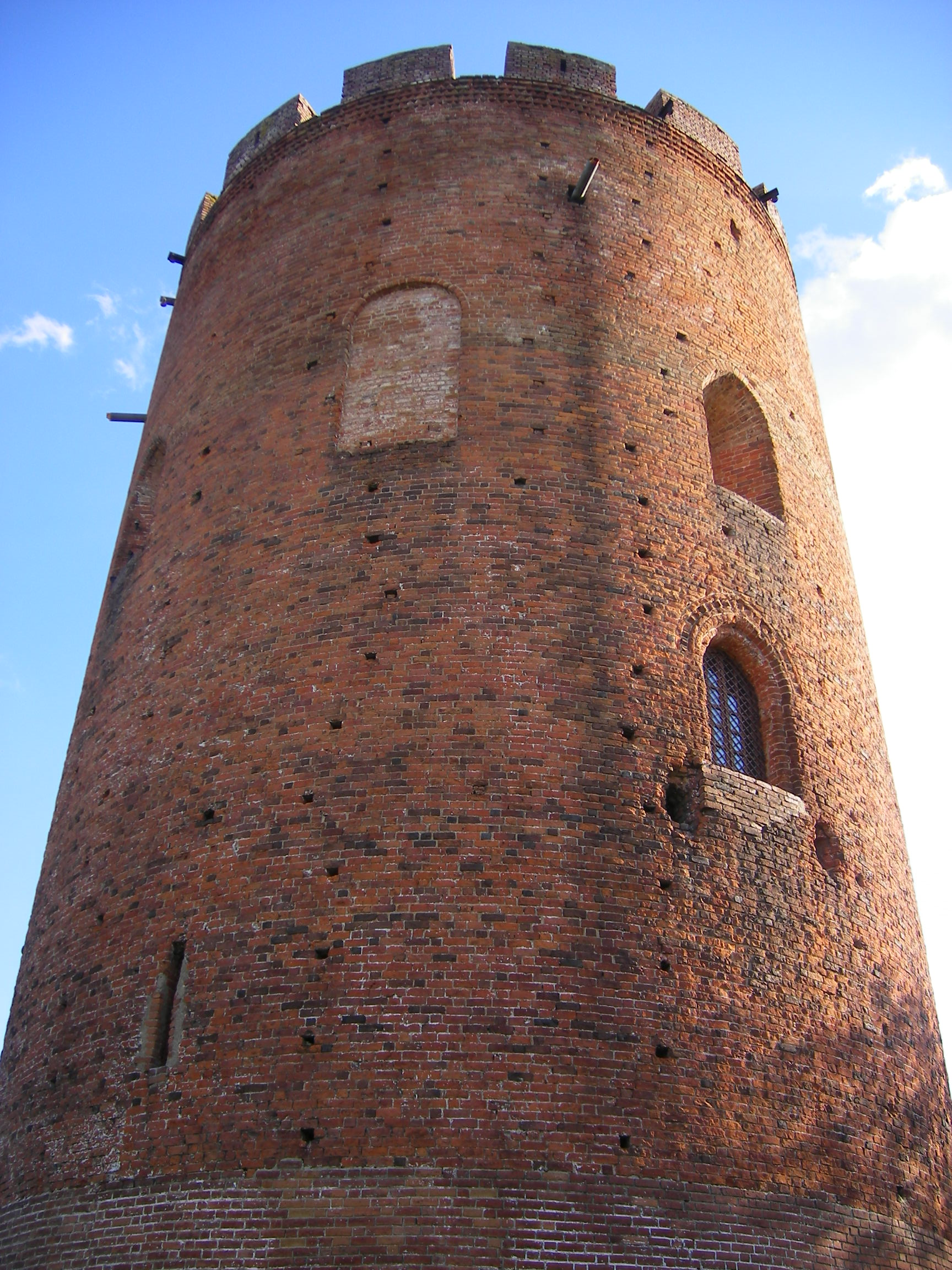
Вежа зблизька
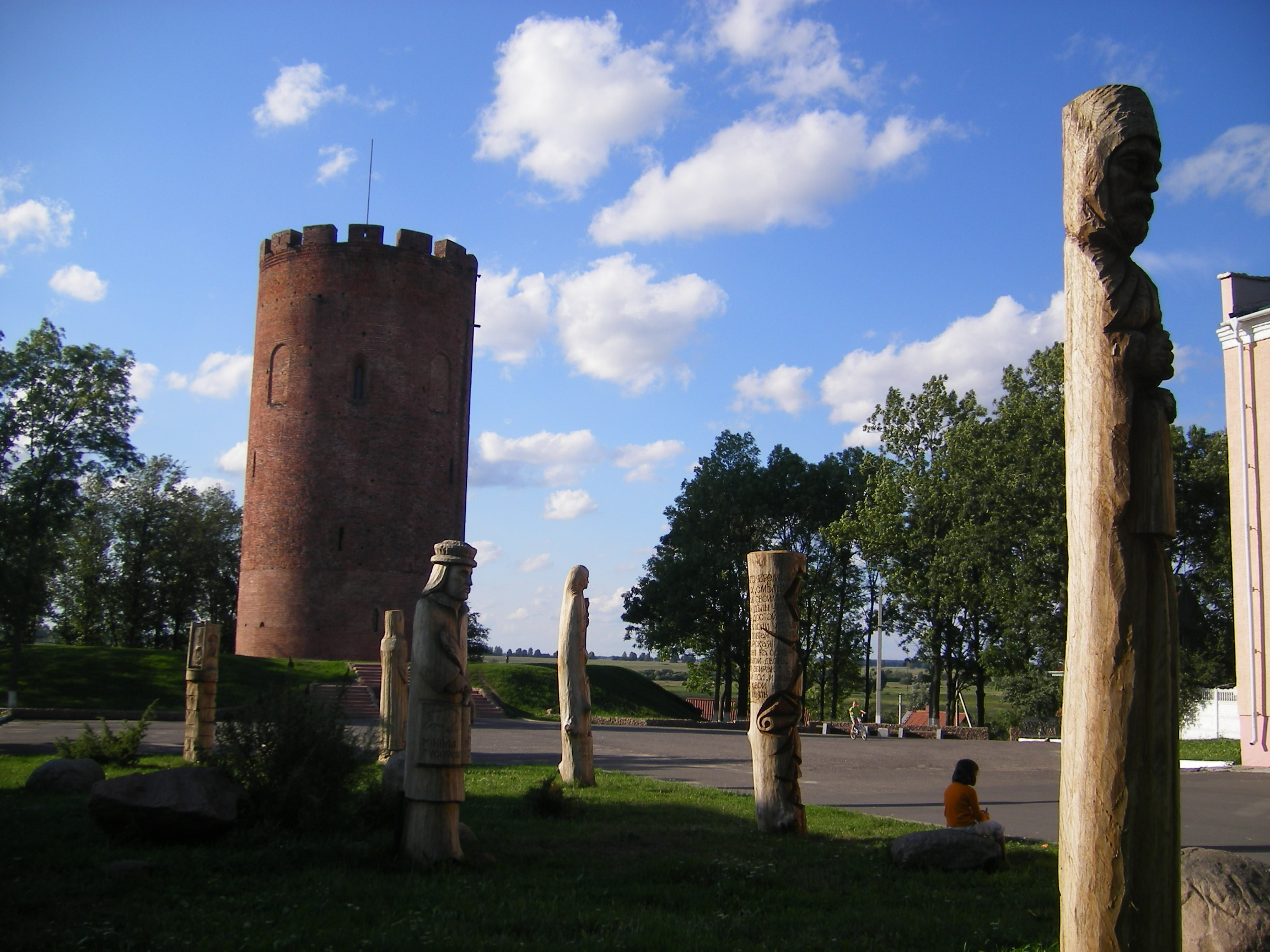
Біля вежі
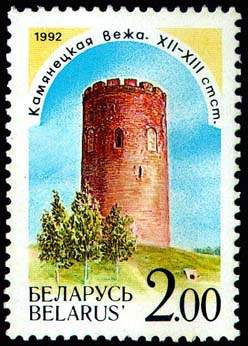
Кам'янецька вежа на поштовій марці Білорусі
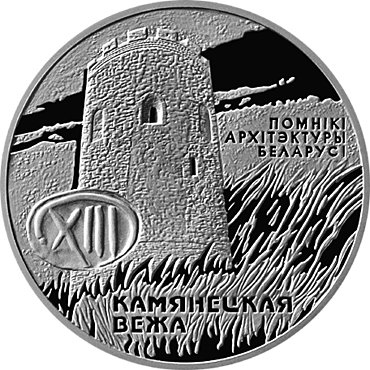
Монета «Кам'янецька вежа», 20 рублів, реверс, 2001 рік
Макет стовпа у Парку мініатюр Львова

## Див. також

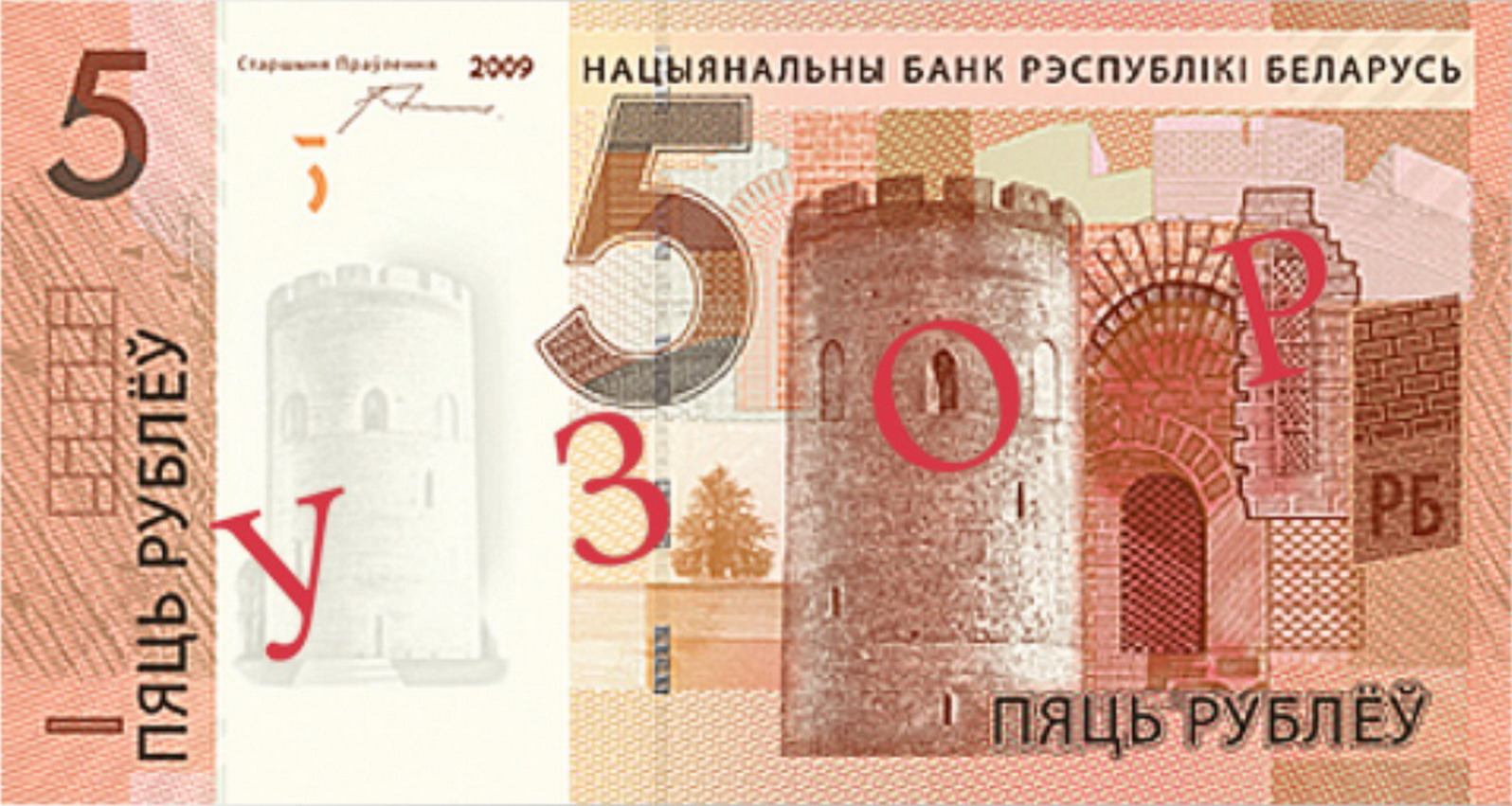
Кам'янецька вежа на новій білоруській банкноті у 5 рублів.